# Féniers
Féniers est une commune française située dans le département de la Creuse en région Nouvelle-Aquitaine.

## Géographie
Féniers est située au Nord du plateau de Millevaches en Creuse. La commune de Féniers comprend les hameaux de Crabanat, Le Petit Meymat, Ganneclaire, la Rebeyrolle, le Moulin et Louvage. Féniers est dominée par le Puy de Crabanat (921 m d'altitude). La source de la Creuse, affluent de la Vienne, était située sur cette commune (d'après l'ancien cadastre établi en 1834). Sa superficie est de 14,5 km². Elle est actuellement située sur la commune de Le Mas-d'Artige
Féniers est le plus haut chef-lieu de commune du département, établi à environ 840 mètres d'altitude.
|                     | Gioux                 | Clairavaux      |
| Gentioux-Pigerolles | Féniers               | Le Mas-d'Artige |
| Peyrelevade Corrèze | Saint-Setiers Corrèze |                 |

### Climat
Pour des articles plus généraux, voir Climat de la Nouvelle-Aquitaine et Climat de la Creuse.
Historiquement, la commune est exposée à un climat montagnard.  
En 2020, Météo-France publie une typologie des climats de la France métropolitaine dans laquelle la commune est exposée à un climat de montagne et est dans la région climatique  Ouest et nord-ouest du Massif Central, caractérisée par une pluviométrie annuelle de 900 à 1 500 mm, maximale en automne et en hiver.
Pour la période 1971-2000, la température annuelle moyenne est de 8,7 °C, avec  une amplitude thermique annuelle de 14,4 °C. Le cumul annuel moyen de précipitations est de 1 206 mm, avec 14,7 jours de précipitations en janvier et 8,5 jours en juillet. Pour la période 1991-2020, la température moyenne annuelle observée sur la station météorologique la plus proche, située sur la commune de Peyrelevade à 8 km à vol d'oiseau, est de 9,2 °C et le cumul annuel moyen de précipitations est de 1 338,6 mm,. Pour l'avenir, les paramètres climatiques de la commune estimés pour 2050 selon différents scénarios d’émission de gaz à effet de serre sont consultables sur un site dédié publié par Météo-France en novembre 2022.

## Urbanisme

### Typologie
Au 1er janvier 2024, Féniers est catégorisée commune rurale à habitat très dispersé, selon la nouvelle grille communale de densité à 7 niveaux définie par l'Insee en 2022.
Elle est située hors unité urbaine et hors attraction des villes,.

### Occupation des sols
L'occupation des sols de la commune, telle qu'elle ressort de la base de données européenne d’occupation biophysique des sols Corine Land Cover (CLC), est marquée par l'importance des territoires agricoles (60,9 % en 2018), en augmentation par rapport à 1990 (52,5 %). La répartition détaillée en 2018 est la suivante :
prairies (54,7 %), forêts (26,6 %), milieux à végétation arbustive et/ou herbacée (12,5 %), zones agricoles hétérogènes (6,3 %). L'évolution de l’occupation des sols de la commune et de ses infrastructures peut être observée sur les différentes représentations cartographiques du territoire : la carte de Cassini (XVIIIe siècle), la carte d'état-major (1820-1866) et les cartes ou photos aériennes de l'IGN pour la période actuelle (1950 à aujourd'hui).

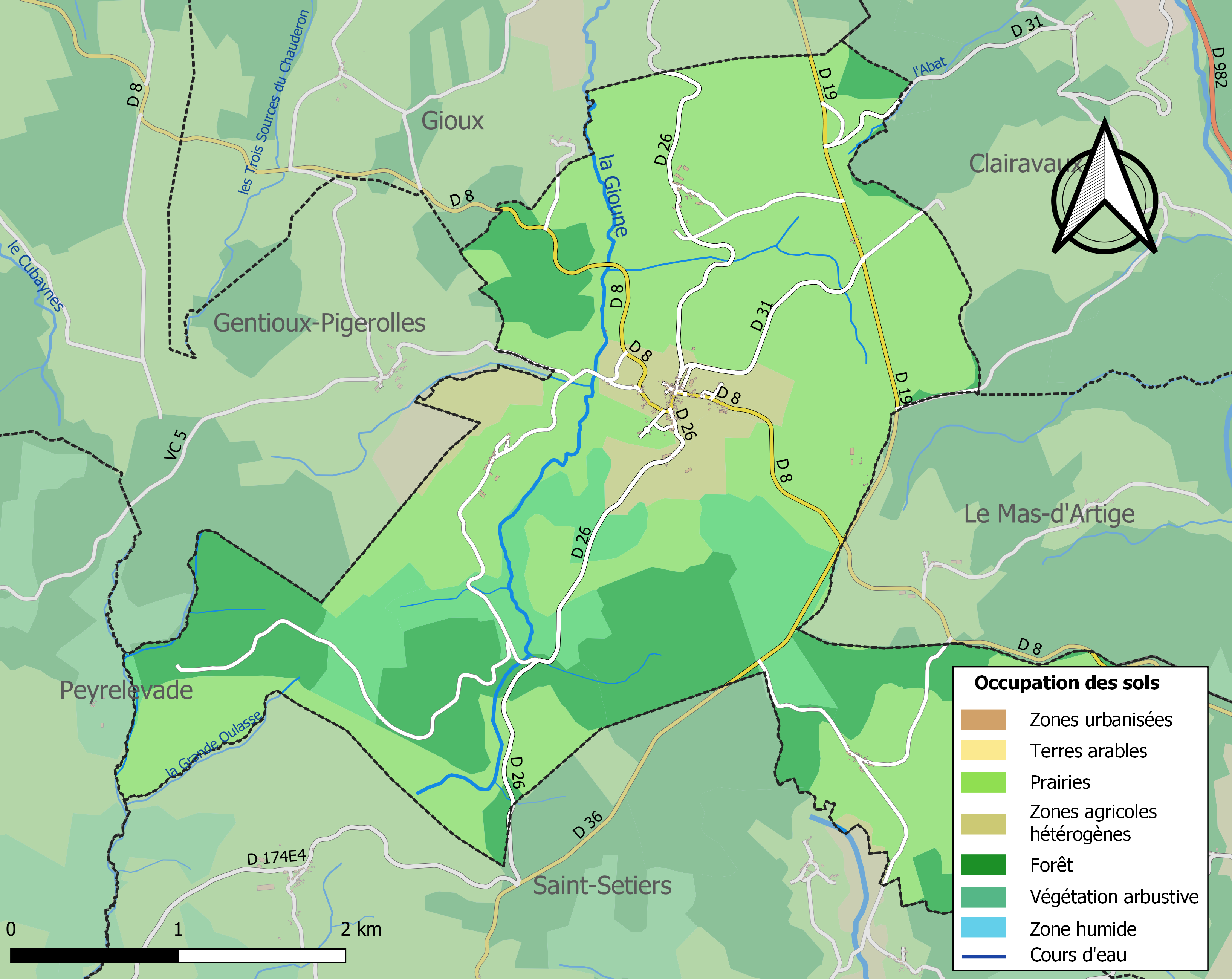
Carte des infrastructures et de l'occupation des sols de la commune en 2018 (CLC).

### Risques majeurs
Le territoire de la commune de Féniers est vulnérable à différents aléas naturels : météorologiques (tempête, orage, neige, grand froid, canicule ou sécheresse) et séisme (sismicité très faible). Il est également exposé à un risque particulier : le risque de radon. Un site publié par le BRGM permet d'évaluer simplement et rapidement les risques d'un bien localisé soit par son adresse soit par le numéro de sa parcelle.

#### Risques naturels

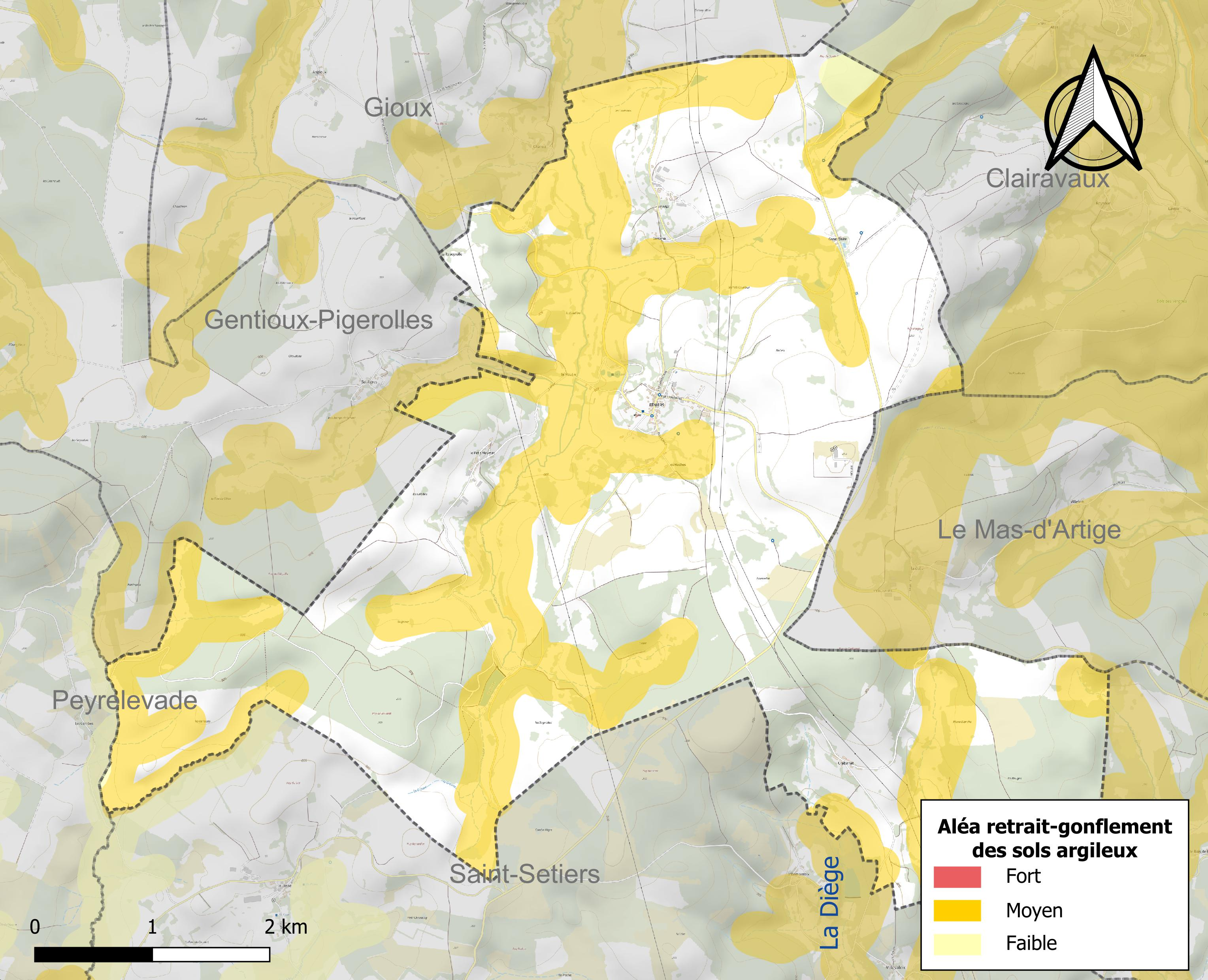
Carte des zones d'aléa retrait-gonflement des sols argileux de Féniers.

Le retrait-gonflement des sols argileux est susceptible d'engendrer des dommages importants aux bâtiments en cas d’alternance de périodes de sécheresse et de pluie. 36,7 % de la superficie communale est en aléa moyen ou fort (33,6 % au niveau départemental et 48,5 % au niveau national). Sur les 91 bâtiments dénombrés sur la commune en 2019, 8 sont en aléa moyen ou fort, soit 9 %, à comparer aux 25 % au niveau départemental et 54 % au niveau national. Une cartographie de l'exposition du territoire national au retrait gonflement des sols argileux est disponible sur le site du BRGM,.
Par ailleurs, afin de mieux appréhender le risque d’affaissement de terrain, l'inventaire national des cavités souterraines permet de localiser celles situées sur la commune.
La commune a été reconnue en état de catastrophe naturelle au titre des dommages causés par les inondations et coulées de boue survenues en 1982 et 1999. Concernant les mouvements de terrains, la commune a été reconnue en état de catastrophe naturelle au titre des dommages causés par des mouvements de terrain en 1999.

#### Risque particulier
Dans plusieurs parties du territoire national, le radon, accumulé dans certains logements ou autres locaux, peut constituer une source significative d’exposition de la population aux rayonnements ionisants. Certaines communes du département sont concernées par le risque radon à un niveau plus ou moins élevé. Selon la classification de 2018, la commune de Féniers est classée en zone 3, à savoir zone à potentiel radon significatif.

## Histoire
La présence du menhir de Pierre Pointe atteste l'ancienneté de l'occupation humaine.
Depuis l'antiquité cette commune était essentiellement constituée de petits paysans. Mais après l'implantation du camp militaire annexe de La Courtine en 1902, les bars-hôtel se sont beaucoup développés à Féniers. Les militaires venaient étancher leur soif. Depuis le quasi-abandon du camp et l'exode des jeunes vers les villes, le village connait un déclin. En effet, Féniers se vide peu à peu de ses habitants sans qu'ils ne soient remplacés.

### Les Templiers et les Hospitaliers
Le lieu-dit de Crabanat est une ancienne possession templière mentionnée au cours du procès de l'ordre du Temple. Le lieu accueille les vestiges du Château de Rochefort[réf. souhaitée], ancienne commanderie Saint-Barthélémy, Saint-Blaise des Hospitaliers de l'ordre de Saint-Jean de Jérusalem, classée à l'inventaire général du patrimoine culturel et dont la construction date d'avant 1430. Contrairement aux autres villages de la commune, Crabanat faisait partie du Bas Limousin et non de La Marche. Crabanat appartenait aux Templiers avant la dévolution des biens de l'ordre du Temple.
Féniers fut au Moyen Âge une commanderie des Hospitaliers de l'ordre de Saint-Jean de Jérusalem du grand prieuré d'Auvergne et cette commanderie de Féniers comptait parmi ses membres et annexes l'ancien village de Crabanat. La commanderie des Hospitaliers de l'ordre de Saint-Jean de Jérusalem date du XIIIe siècle, formée d'un grand corps de logis carré qui était en ruine en 1616 et a été remplacé par une ferme en partie incendiée en 1870. L'église paroissiale Saint-Jean-Baptiste, Saint-Clair de Féniers qui pourrait dater du XIIIe siècle appartenait à la commanderie des Hospitaliers de Féniers et a été très remaniée au XIXe siècle à la suite d'un incendie. Elle comporte un clocher-mur au fronton triangulaire, remarquable par la puissance des deux contreforts qui le soutiennent.
L'église encore présente aujourd'hui était chef-lieu de paroisse sous l'autorité du commandeur de Féniers au même titre que la chapelle disparue de Crabanat. Cette église fut saccagée par les soldats protestants de la garnison de Peyrat au début du XVIIe siècle.
Une légende dit qu'autrefois un tunnel reliait les deux villages qui avait pour but de faciliter les échanges (commerciaux et diplomatiques) des 2 commanderies tout en étant protégés des nombreux brigands de l'époque. Ce tunnel est aujourd'hui introuvable. Le hameau de Comps à l'ouest qui fait aujourd'hui partie de la commune de Peyrelevade était également un des membres de la commanderie de Féniers.
Les autres membres connus avant la disparition de la commanderie étaient le hameau de Boucheresse, commune de Clairavaux, le lieu-dit La Font Galand, commune de La Courtine et Le Mas-d'Artige, tous ces membres ayant le statut de paroisse à cette époque.

## Politique et administration
| Période                                  | Période  | Identité                                        | Étiquette | Qualité      |
| ---------------------------------------- | -------- | ----------------------------------------------- | --------- | ------------ |
| Mars 1994                                | 2001     | Éliane Giron                                    |           |              |
| Mars 2001                                | 2008     | Alain Lescure                                   | DVG       |              |
| Mars 2008                                | Mai 2010 | Jean-Claude Alamarguy                           |           |              |
| 2010                                     | En cours | Nathalie Peyrat Réélue pour le mandat 2020-2026 |           | Agricultrice |
| Les données manquantes sont à compléter. |          |                                                 |           |              |

## Démographie
L'évolution du nombre d'habitants est connue à travers les recensements de la population effectués dans la commune depuis 1793. Pour les communes de moins de 10 000 habitants, une enquête de recensement portant sur toute la population est réalisée tous les cinq ans, les populations de référence des années intermédiaires étant quant à elles estimées par interpolation ou extrapolation. Pour la commune, le premier recensement exhaustif entrant dans le cadre du nouveau dispositif a été réalisé en 2006.

En 2022, la commune comptait 108 habitants, en évolution de +14,89 % par rapport à 2016 (Creuse : −3,32 %, France hors Mayotte : +2,11 %).
| 1793 | 1800 | 1806 | 1821 | 1831 | 1836 | 1841 | 1846 | 1851 |
| ---- | ---- | ---- | ---- | ---- | ---- | ---- | ---- | ---- |
| 371  | 326  | 401  | 393  | 453  | 422  | 429  | 446  | 436  |

| 1856 | 1861 | 1866 | 1872 | 1876 | 1881 | 1886 | 1891 | 1896 |
| ---- | ---- | ---- | ---- | ---- | ---- | ---- | ---- | ---- |
| 420  | 408  | 429  | 442  | 450  | 418  | 507  | 426  | 433  |

| 1901 | 1906 | 1911 | 1921 | 1926 | 1931 | 1936 | 1946 | 1954 |
| ---- | ---- | ---- | ---- | ---- | ---- | ---- | ---- | ---- |
| 412  | 373  | 467  | 332  | 331  | 357  | 353  | 324  | 175  |

| 1962 | 1968 | 1975 | 1982 | 1990 | 1999 | 2006 | 2011 | 2016 |
| ---- | ---- | ---- | ---- | ---- | ---- | ---- | ---- | ---- |
| 162  | 136  | 128  | 110  | 105  | 93   | 87   | 94   | 94   |

| 2021 | 2022 | - | - | - | - | - | - | - |
| ---- | ---- | - | - | - | - | - | - | - |
| 103  | 108  | - | - | - | - | - | - | - |

## Économie locale
Cette économie est surtout basée sur l'élevage bovin et ovin.
L'industrie forestière est importante.
Le tourisme d'été a aussi un effet sur la commune car il existe plusieurs maisons de gites.

## Lieux et monuments

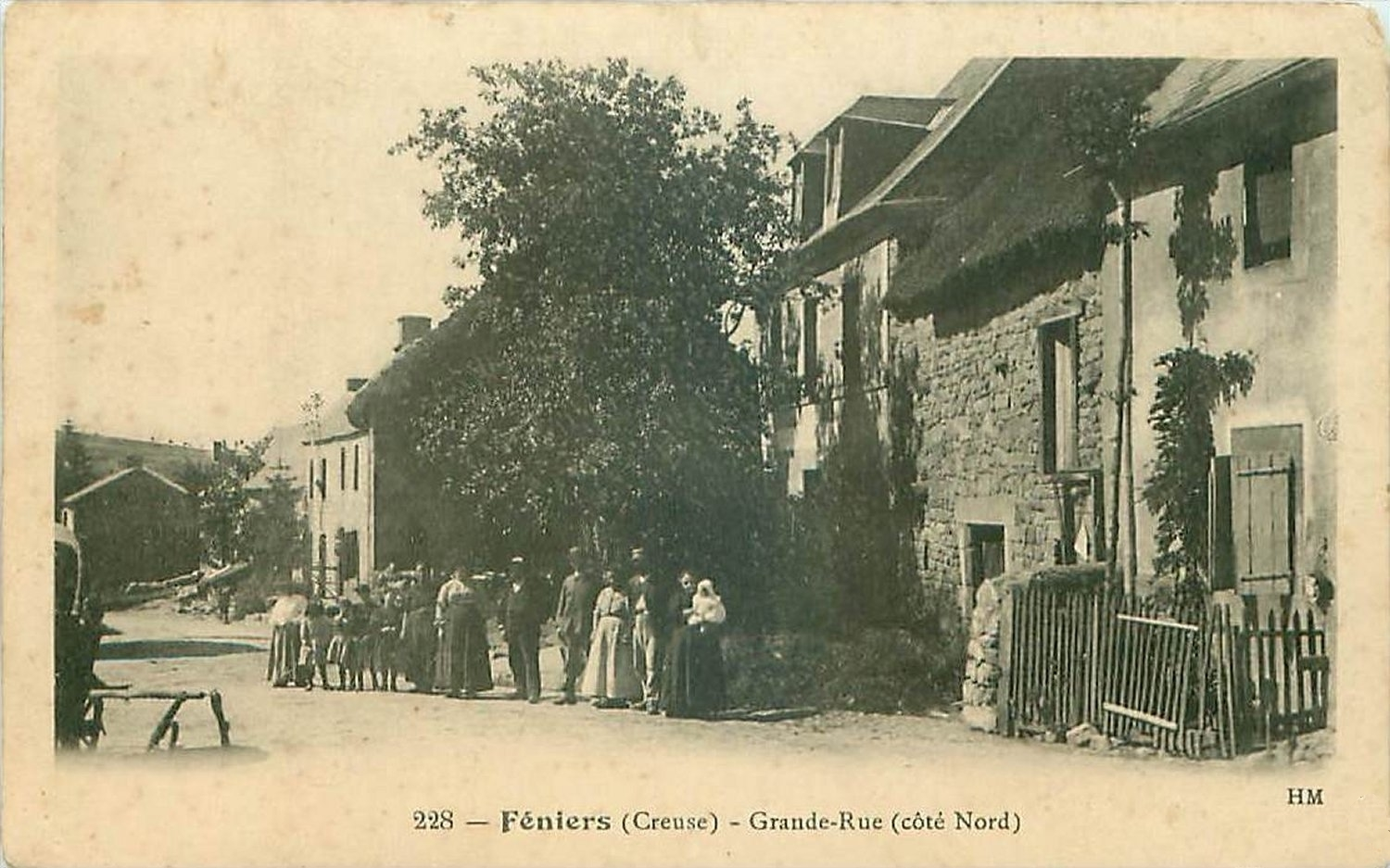
Carte postale du village vers 1920.

### Patrimoine civil
Le menhir dit de Pierre Pointe est un menhir christianisé avec de petites croix gravées sur trois faces et sur le sommet.
Treize moulins ont été recensés, un construit avant 1773, et les douze autres entre 1773 et 1833.

### Patrimoine religieux
- Une chapelle attenante à une maison de maître à Crabanat.
- Quatre croix monumentales datant du XIXe siècle[32].
- Église Saint-Clair de Féniers. Elle est inscrite à l'Inventaire général du patrimoine culturel[33].

### Patrimoine environnemental
- Étang de Féniers.
- Camps et radars militaires de Féniers.
- Source de la Creuse

La mention de la source de la Creuse sur le cadastre de 1834 ne saurait être considérée comme un élément géographique sérieux dès lors que le Cadastre n'a de valeur qu'en ce qui concerne l'assiette de l'impôt foncier. Il est d'ailleurs de jurisprudence constante qu'en matière même de propriété le plan cadastral ne constitue éventuellement qu'un simple commencement de preuve. Ainsi cette mention " source de la Creuse" doit être considérée comme purement anecdotique et ne devrait pas figurer comme un patrimoine environnemental dès lors que cela est contraire à toutes les décisions administratives et notamment préfectorales concernant la conservation et la protection des milieux naturels qui désigne formellement le ruisseau prenant sa source sur Féniers sous le nom de Gioune. On pourrait certainement d'ailleurs retrouver ce nom de Gioune sur des documents bien antérieurs à 1834 comme la carte de Cassini qui est un document majeur en matière de toponymie. Sur cette carte (AUBUSSON no 13 feuille 66 levers de 1760 et 1761 publiée en 1763) le nom de CREUSE est clairement inscrit sur le cours d'eau situé en amont de la confluence avec celui qui provient sur sa rive gauche des communes de Gioux et Féniers.

## La Fête annuelle
Elle a lieu tous les ans en été et rassemble les habitants de la commune mais aussi les touristes.
C'est à cette occasion que se déroule le championnat national de lancer de passoires. Elle est clôturée par un bal et un feu d'artifice.

### Lieu-dit de Crabanat
Une croix monumentale en granit, datant du XIXe siècle est inscrite à l'inventaire supplémentaire de même qu'une maison de maître du XVIIIe siècle.

## Mythes et Légendes de la commune
L'existence d'un village de la taille de Féniers derrière le Puy de Crabanat est une hypothèse bien certaine. En effet, ce village nommé Crabanac réunissait au Moyen Âge les actuels villages de Crabanat, Villemonteix et Villevaleix. C'est ce village qui abritait la sous commanderie des Templiers. Il aurait été déserté et brûlé au cours d'une très importante épidémie de peste. Les habitants qui y ont survécu se sont installés dans les trois villages nommés précédemment. Au fil des années ils ont progressivement déplacé les pierres de l'ancien village pour construire les fermes et les maisons de leurs villages.[réf. nécessaire]
Outre Crabanat, Villemonteix et Villevaleix, on trouve bien un quatrième village qui figure sur les cartes de Cassini: Crabanac, Grabanac, Ville monteix et Ville Valeix